# Epalzeorhynchos
Epalzeorhynchos – rodzaj słodkowodnych ryb z rodziny karpiowatych (Cyprinidae). 

## Klasyfikacja
Gatunki zaliczane do tego rodzaju:
- Epalzeorhynchos bicolor – grubowarg dwubarwny[3], labeo dwubarwny[4]
- Epalzeorhynchos frenatus – grubowarg zielony[5]
- Epalzeorhynchos kalopterus – grubowarg złotopręgi[6], grubowarg lisi[7]
- Epalzeorhynchos munense

Gatunkiem typowym jest Barbus kalopterus (E. kalopterus).

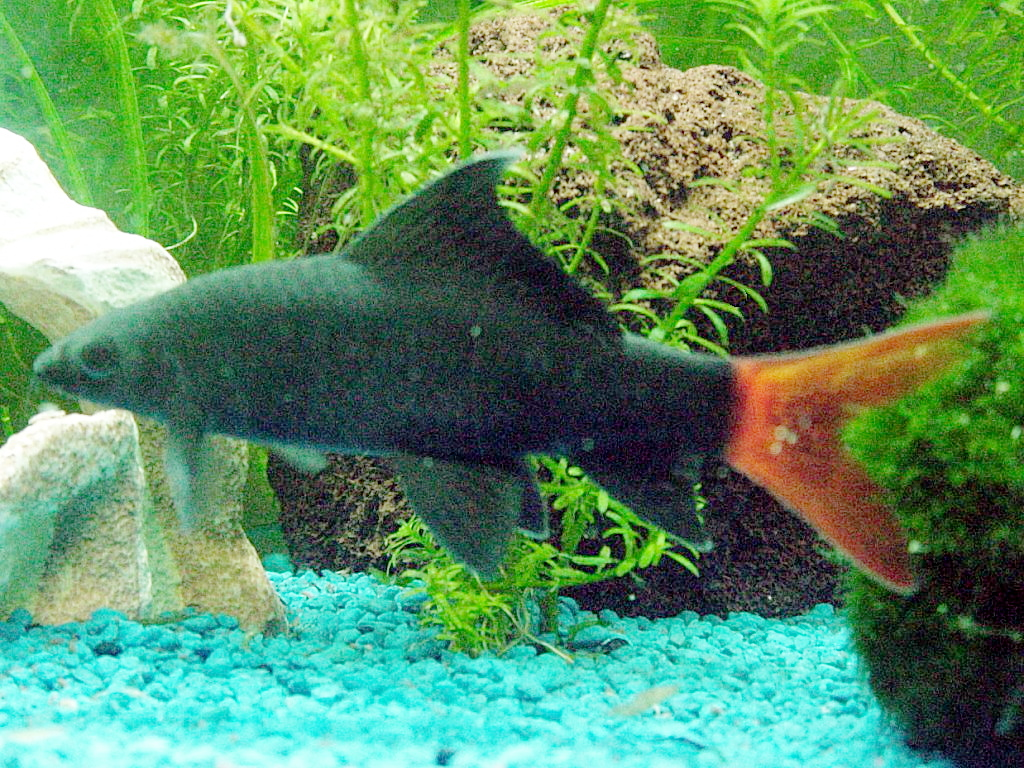
Epalzeorhynchos bicolor
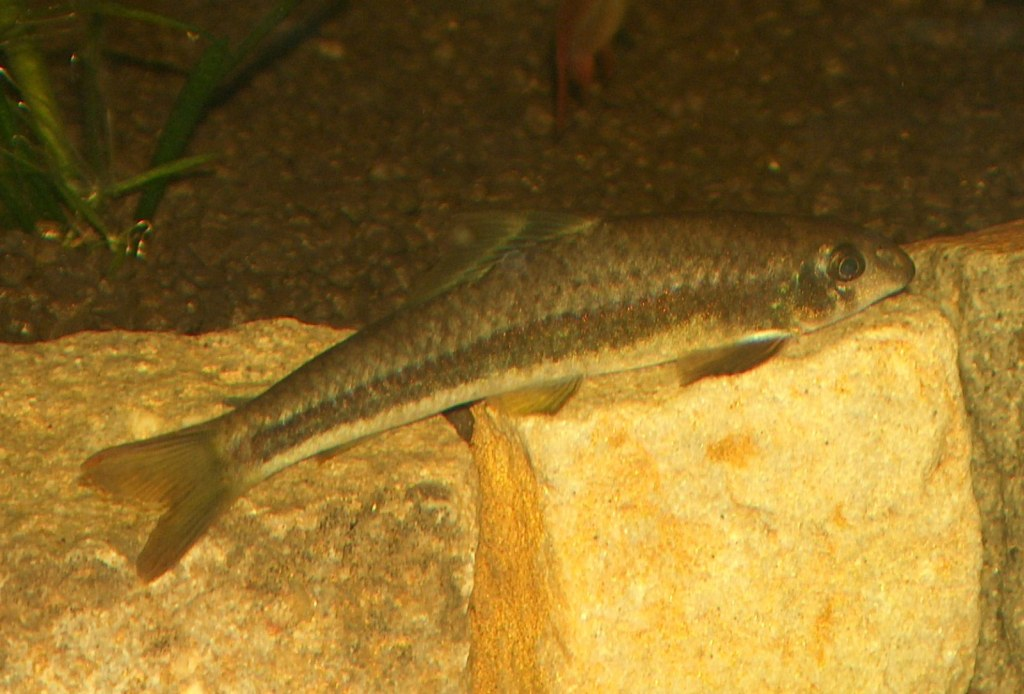
Epalzeorhynchos kalopterus